# Триба (биология)
Три́ба, или коле́но (лат. tribus) — таксономический ранг в биологической систематике, стоящий в иерархии систематических категорий ниже семейства и выше рода.
В некоторых случаях применяются производные ранги:
- надтриба, или надколено (лат. supertribus) — только в зоологии;
- подтриба, субтриба[1], или подколено (лат. subtribus).

Ранги трибы и, тем более, надтрибы и подтрибы используются лишь в чрезвычайно детально разработанных классификациях отдельных групп.
С номенклатурной точки зрения, триба относится к группе семейства: название трибы образуется при помощи добавления характерного окончания к основе имени типового рода в родительном падеже. В зоологической номенклатуре для триб принято стандартизованное окончание -ini, в ботанической — -eae. Для подтриб в зоологической номенклатуре принято стандартизованное окончание -ina, а в ботанической -inae.
В русскоязычных работах по ботанике иногда употребляются термины колено и подколено, соответствующие трибе и подтрибе. Эта традиция была закреплена и в одном из переводов МКБН на русский язык.
Примеры употребления:
- Род Люди (Homo), наряду с родом Австралопитеки (Australopithecus) и несколькими другими ископаемыми родами, относится к подтрибе Хоминина (Hominina) трибы Гоминини (Hominini), в которую входит также подтриба Панина (Panina).
- Род Белокопытник (Petasites) относится к подтрибе Мать-и-мачеховые (Tussilagininae) трибы Крестовниковые (Senecioneae) подсемейства Астровые (Asteroideae) семейства Астровые, или Сложноцветные (Asteraceae, Compositae).